# Logie House (Fife)
Logie House ist ein Herrenhaus nahe der schottischen Ortschaft Crossford in der Council Area Fife. 1971 wurde das Bauwerk als Einzeldenkmal in die schottischen Denkmallisten in der höchsten Denkmalkategorie A aufgenommen. Des Weiteren bildet es zusammen mit verschiedenen Außengebäuden ein Denkmalensemble der Kategorie A. Der zugehörige Gutshof ist separat als Kategorie-A-Denkmal klassifiziert.

## Geschichte
Logie House geht auf ein Tower House aus dem 16. Jahrhundert zurück. Im Jahre 1610 wurde es zu einem Herrenhaus ausgebaut. Eine Familie Hunt erwarb Logie House im Jahre 1786. Seitdem wird das Anwesen innerhalb der Familie vererbt. Sein heutiges klassizistisches Aussehen erhielt das Herrenhaus im Wesentlichen in einer Überarbeitung im Jahre 1807, in welcher auch der Nordwestflügel hinzugefügt wurde. Um 1902 veräußerte James Maitland Hunt Pittencrieff House an Andrew Carnegie und konzentrierte seine Aktivitäten damit auf Logie House. Für die Erweiterung im Jahre 1912 zeichnet Robert Lorimer verantwortlich. Im Laufe der 1950er Jahre wurde Logie House in drei separate Wohneinheiten unterteilt.

## Gutshof
Der aus dem späten 18. Jahrhundert stammende und 1933 teilweise neu aufgebaute Gutshof liegt entlang der Hauptzufahrt rund 300 m nordwestlich von Logie House. Drei einstöckige, längliche Gebäude umschließen einen Innenhof auf drei Seiten. An der freien Seite steht ein zweistöckiges Gebäude gegenüber, sodass zu beiden Seiten schmale, durch eine Blendmauer abgeschirmte Einfahrten entstehen. Dort befinden sich die Wagenschuppen und ein Kornspeicher. Ebenso wie der obere Bereich des Mauerwerks des U-förmigen Gebäudes, besteht auch sein Mauerwerk aus Sandsteinquadern. Der untere Bereich ist hingegen aus grob behauenem Bruchstein aufgebaut. Entlang der Fassaden sind vornehmlich vierteilige Sprossenfenster eingelassen. Die steilen Sattel- und Walmdächer sind mit grauem Schiefer eingedeckt. Ein Teil des Innenhofes ist gepflastert.